# Coppa COSAFA 1997
La Coppa COSAFA 1997 (1997 COSAFA Cup) fu la prima edizione della Coppa COSAFA, competizione calcistica per nazione organizzata dal Consiglio per le Associazioni Calcistiche dell'Africa del Sud (COSAFA). La competizione si svolse in forma itinerante dal 12 aprile al 31 agosto 1997 e vide la partecipazione di cinque squadre: Malawi, Mozambico, Namibia, Tanzania (non aderente alla COSAFA) e Zambia.

## Formula
- Qualificazioni

Tanzania (come paese invitato alla manifestazione) è qualificata direttamente alla fase finale. Rimangono 8 squadre per 4 posto disponibili per la fase finale.
Palyoff - 8 squadre, giocano partite di sola andata. Le vincenti si qualificano alla fase finale.
- Fase finale

Girone unico - 5 squadre, giocano partite di sola andata. La vincente si laurea campione COSAFA.

## Squadre partecipanti
| Pr. | Squadra   | Data di qualificazione certa | Partecipante in quanto                            | Partecipazioni precedenti al torneo | Ultima presenza |
| --- | --------- | ---------------------------- | ------------------------------------------------- | ----------------------------------- | --------------- |
| 1   | Tanzania  | -                            | Rappresentativa ospite della manifestazione       | -                                   | Esordiente      |
| 2   | Malawi    | 1 marzo 1997                 | Vincente del playoff della fase di qualificazione | -                                   | Esordiente      |
| 3   | Mozambico | 2 marzo 1997                 | Vincente del playoff della fase di qualificazione | -                                   | Esordiente      |
| 4   | Zambia    | 2 marzo 1997                 | Vincente del playoff della fase di qualificazione | -                                   | Esordiente      |
| 5   | Namibia   | 16 marzo 1997                | Vincente del playoff della fase di qualificazione | -                                   | Esordiente      |

Nella sezione "partecipazioni precedenti al torneo", le date in grassetto indicano che la nazione ha vinto quella edizione del torneo, mentre le date in corsivo indicano la nazione ospitante.

## Fase finale

### Girone unico

#### Classifica
| Pos | Squadra   | P.ti | G | V | N | P | GF | GS | DR |
| --- | --------- | ---- | - | - | - | - | -- | -- | -- |
| 1   | Zambia    | 8    | 4 | 2 | 2 | 0 | 9  | 4  | +5 |
| 2   | Namibia   | 6    | 4 | 1 | 3 | 0 | 6  | 3  | +3 |
| 3   | Mozambico | 5    | 4 | 1 | 2 | 1 | 7  | 5  | +2 |
| 4   | Tanzania  | 3    | 4 | 0 | 3 | 1 | 4  | 7  | -3 |
| 5   | Malawi    | 2    | 4 | 0 | 2 | 2 | 5  | 12 | -7 |

#### Risultati
| Lilongwe 12 aprile 1997                                                             | Malawi    | 2 – 2                  | Mozambico |  |
| \| \| \| \| \| Nkwazi 57’ Mpinganjira 70’ \| Marcatori \| 31’ Tico-Tico 79’ Nuro \| |           |                        |           |  |
|                                                                                     |           |                        |           |  |
| Nkwazi 57’ Mpinganjira 70’                                                          | Marcatori | 31’ Tico-Tico 79’ Nuro |           |  |

| Lusaka 20 aprile 1997                                                      | Zambia    | 4 – 0 | Malawi |  |
| \| \| \| \| \| Chella 26’ Kangwa 44’ Miti 85’ Banda 88’ \| Marcatori \| \| |           |       |        |  |
|                                                                            |           |       |        |  |
| Chella 26’ Kangwa 44’ Miti 85’ Banda 88’                                   | Marcatori |       |        |  |

| Mwanza 31 maggio 1997 | Tanzania | 0 – 0 | Namibia | (15000 spett.) |

| Maputo 15 giugno 1997                                            | Mozambico | 3 – 0 | Tanzania | (50000 spett.) |
| \| \| \| \| \| Tico-Tico 50’, 69’ Adelino 76’ \| Marcatori \| \| |           |       |          |                |
|                                                                  |           |       |          |                |
| Tico-Tico 50’, 69’ Adelino 76’                                   | Marcatori |       |          |                |

| Windhoek 28 giugno 1997                                                                          | Namibia   | 4 – 1      | Malawi | (8000 spett.) |
| \| \| \| \| \| Uri Khob 35’ de Gouveia 57’ Hindjou 69’ Shivute 75’ \| Marcatori \| 77’ Fazili \| |           |            |        |               |
|                                                                                                  |           |            |        |               |
| Uri Khob 35’ de Gouveia 57’ Hindjou 69’ Shivute 75’                                              | Marcatori | 77’ Fazili |        |               |

| Arusha 5 luglio 1997                                                                     | Tanzania  | 2 – 2                  | Zambia | (22000 spett.) |
| \| \| \| \| \| Lunyamila 56’ Marsha 75’ (rig.) \| Marcatori \| 71’ Tembo 83’ Namazaba \| |           |                        |        |                |
|                                                                                          |           |                        |        |                |
| Lunyamila 56’ Marsha 75’ (rig.)                                                          | Marcatori | 71’ Tembo 83’ Namazaba |        |                |

| Maputo 20 luglio 1997                                    | Mozambico | 1 – 1       | Namibia | (15000 spett.) |
| \| \| \| \| \| Barros 15’ \| Marcatori \| 44’ Goraseb \| |           |             |         |                |
|                                                          |           |             |         |                |
| Barros 15’                                               | Marcatori | 44’ Goraseb |         |                |

| Lusaka 2 agosto 1997                                          | Zambia    | 2 – 1     | Mozambico |  |
| \| \| \| \| \| Kamwandi 50’, 81’ \| Marcatori \| 51’ Faife \| |           |           |           |  |
|                                                               |           |           |           |  |
| Kamwandi 50’, 81’                                             | Marcatori | 51’ Faife |           |  |

| Lilongwe 9 agosto 1997                                                      | Malawi    | 2 – 2               | Tanzania | (9000 spett.) |
| \| \| \| \| \| Fazili 19’ Nkwazi 72’ \| Marcatori \| 7’ Amlima 43’ Bambo \| |           |                     |          |               |
|                                                                             |           |                     |          |               |
| Fazili 19’ Nkwazi 72’                                                       | Marcatori | 7’ Amlima 43’ Bambo |          |               |

| Windhoek 31 agosto 1997                                      | Namibia   | 1 – 1     | Zambia | (12000 spett.) |
| \| \| \| \| \| Ouseb 47’ (rig.) \| Marcatori \| 32’ Siame \| |           |           |        |                |
|                                                              |           |           |        |                |
| Ouseb 47’ (rig.)                                             | Marcatori | 32’ Siame |        |                |